# Stratolaunch Systems
Stratolaunch Systems — американська венчурна аерокосмічна компанія, що спеціалізується на доставці вантажів у космос. Штаб-квартира компанії знаходиться в місті Гантсвілл (США). Заснована у 2011 році одним із засновників Майкрософт Полом Аленом та засновником Scaled Composites Бертом Рутаном, які перед цим співпрацювали при створенні SpaceShipOne.  Stratolaunch Systems заснована для створення мобільної пускової системи із 3 головними компонентами. Розробка літака-носія вже завершена. Згідно попередніх планів, літак-носій, що буде доставляти ракети в стратосферу, повинен був здійснити перший демонстраційний запуск ракети зі свого борту ще в 2019 році, проте цей історичний політ відбувся тільки 9 березня 2024 року.

## Літак-носій

Порівняння літака Stratolaunch з іншими найбільшими літаками, в тому числі з «Мрією»

Літак-носій має два фюзеляжі завдовжки 72,5 м кожний, з найбільшим у світі розмахом крила — 117,3 м. Для порівняння, розмах крил найбільшого в світі українського літака Ан-225 «Мрія» має 88,4 м, а довжина фюзеляжу — 84 м. Він важить без навантаження 250 т, з навантаженням — 590 т.
Літак має 6 двигунів потужністю 200—296 КНт від двох Боїнгів 747-400s. Також з Боїнгів використана: авіоніка, льотна панель, шасі та інші перевірені часом системи, щоб радикально зменшити вартість розробки. Два літаки «Боїнг» були придбані у березні 2012 року саме для цієї мети, як було сказано на сайті компанії Stratolaunch Systems.
Найбільший літак у світі Stratolaunch, успішно здійснив свій перший політ 13 квітня 2019 року. Завдяки подвійним фюзеляжем, цільно композитної конструкції та розмаху крил, що перевищує довжину американського футбольного поля, досягнувши максимальної швидкості 304 км/год, пролетів 2,5 години над пустелею Мохаве на висотах до 5100 м.